# Matilde di Hohenlohe-Öhringen
Matilde di Hohenlohe-Öhringen (Öhringen, 3 luglio 1814 – Salisburgo, 3 giugno 1888) fu una principessa di Schwarzburg-Sondershausen.

## Vita
Matilde era la figlia di Augusto, Principe di Hohenlohe-Öhringen (1784–1853) e di sua moglie la Duchessa Luisa di Württemberg (1789–1851), sorella del Duca Eugenio.
Il  29 maggio 1835 sposò a Öhringen Günther Federico Carlo II, Principe di Schwarzburg-Sondershausen come sua seconda moglie diventando principessa ereditaria e poco tempo dopo, il 19 agosto 1835 principessa consorte di questo minuscolo stato. Il matrimonio terminò con un divorzio nel 1852.
A Matilde si deve il fatto che Sondershausen sia diventata ben presto un centro di cultura significativo. È considerata scopritore e patrone dell'autrice di grande successo E. Marlitt, per lungo tempo sua compagna e lettrice. La loro ultima dimora nella "Fürstengruft" presso il vecchio cimitero di Arnstadt.

## Figli
Dal suo matrimonio con il principe nacquero due figli:
- Principessa Maria di Schwarzburg-Sondershausen (1837–1921)
- Principe Hugo di Schwarzburg-Sondershausen (1839–1871)

## Ascendenza
|                                            |                                        |                                                  | Genitori                                      |  |  | Nonni |  |  | Bisnonni                                   |  |  | Trisnonni                              |  |
|                                            |                                        |                                                  |                                               |  |  |       |  |  | 8. Enrico Augusto di Hohenlohe-Ingelfingen |  |  | 16. Cristiano di Hohenlohe-Ingelfingen |  |
|                                            |                                        |                                                  |                                               |  |  |       |  |  | 8. Enrico Augusto di Hohenlohe-Ingelfingen |  |  | 16. Cristiano di Hohenlohe-Ingelfingen |  |
|                                            |                                        | 17. Maria Caterina Sofia di Hohenlohe-Waldenburg |                                               |  |  |       |  |  | 8. Enrico Augusto di Hohenlohe-Ingelfingen |  |  |                                        |  |
| 4. Federico Luigi di Hohenlohe-Ingelfingen |                                        |                                                  |                                               |  |  |       |  |  | 8. Enrico Augusto di Hohenlohe-Ingelfingen |  |  |                                        |  |
|                                            |                                        | 9. Guglielmina Eleonora di Hohenlohe-Oehringen   | 18. Giovanni Federico di Hohenlohe-Jöringen   |  |  |       |  |  |                                            |  |  |                                        |  |
|                                            |                                        | 9. Guglielmina Eleonora di Hohenlohe-Oehringen   | 18. Giovanni Federico di Hohenlohe-Jöringen   |  |  |       |  |  |                                            |  |  |                                        |  |
|                                            |                                        | 9. Guglielmina Eleonora di Hohenlohe-Oehringen   | 19. Dorotea Sofia d'Assia-Darmstadt           |  |  |       |  |  |                                            |  |  |                                        |  |
| 2. Augusto di Hohenlohe-Öhringen           |                                        | 9. Guglielmina Eleonora di Hohenlohe-Oehringen   |                                               |  |  |       |  |  |                                            |  |  |                                        |  |
|                                            |                                        | 10. Giulio Gebhard di Hoym                       | 20. Ludovico Gebhard II di Hoym               |  |  |       |  |  |                                            |  |  |                                        |  |
|                                            |                                        | 10. Giulio Gebhard di Hoym                       | 20. Ludovico Gebhard II di Hoym               |  |  |       |  |  |                                            |  |  |                                        |  |
|                                            |                                        | 10. Giulio Gebhard di Hoym                       | 21. Rachele Luisa di Wertern                  |  |  |       |  |  |                                            |  |  |                                        |  |
| 5. Amalia di Hoym                          |                                        | 10. Giulio Gebhard di Hoym                       |                                               |  |  |       |  |  |                                            |  |  |                                        |  |
|                                            |                                        | 11. Cristina Carlotta di Diskau                  | 22. Giovanni Adolfo di Diskau                 |  |  |       |  |  |                                            |  |  |                                        |  |
|                                            |                                        | 11. Cristina Carlotta di Diskau                  | 22. Giovanni Adolfo di Diskau                 |  |  |       |  |  |                                            |  |  |                                        |  |
|                                            |                                        | 11. Cristina Carlotta di Diskau                  | 23. Cristina Maddalena Dorotea di Ponikau     |  |  |       |  |  |                                            |  |  |                                        |  |
| 1. Matilde di Hohenlohe-Öhringen           |                                        | 11. Cristina Carlotta di Diskau                  |                                               |  |  |       |  |  |                                            |  |  |                                        |  |
|                                            | 12. Federico II Eugenio di Württemberg | 24. Carlo I Alessandro di Württemberg            |                                               |  |  |       |  |  |                                            |  |  |                                        |  |
|                                            | 12. Federico II Eugenio di Württemberg | 24. Carlo I Alessandro di Württemberg            |                                               |  |  |       |  |  |                                            |  |  |                                        |  |
|                                            | 12. Federico II Eugenio di Württemberg | 25. Maria Augusta di Thurn und Taxis             |                                               |  |  |       |  |  |                                            |  |  |                                        |  |
| 6. Eugenio Federico di Württemberg         | 12. Federico II Eugenio di Württemberg |                                                  |                                               |  |  |       |  |  |                                            |  |  |                                        |  |
|                                            |                                        | 13. Federica Dorotea di Brandeburgo-Schwedt      | 26. Federico Guglielmo di Brandeburgo-Schwedt |  |  |       |  |  |                                            |  |  |                                        |  |
|                                            |                                        | 13. Federica Dorotea di Brandeburgo-Schwedt      | 26. Federico Guglielmo di Brandeburgo-Schwedt |  |  |       |  |  |                                            |  |  |                                        |  |
|                                            |                                        | 13. Federica Dorotea di Brandeburgo-Schwedt      | 27. Sofia Dorotea di Prussia                  |  |  |       |  |  |                                            |  |  |                                        |  |
| 3. Luisa di Württemberg                    |                                        | 13. Federica Dorotea di Brandeburgo-Schwedt      |                                               |  |  |       |  |  |                                            |  |  |                                        |  |
|                                            |                                        | 14. Cristiano Carlo di Stolberg-Gedern           | 28. Federico Carlo di Stolberg-Gedern         |  |  |       |  |  |                                            |  |  |                                        |  |
|                                            |                                        | 14. Cristiano Carlo di Stolberg-Gedern           | 28. Federico Carlo di Stolberg-Gedern         |  |  |       |  |  |                                            |  |  |                                        |  |
|                                            |                                        | 14. Cristiano Carlo di Stolberg-Gedern           | 29. Luisa di Nassau-Saarbrücken               |  |  |       |  |  |                                            |  |  |                                        |  |
| 7. Luisa di Stolberg-Gedern                |                                        | 14. Cristiano Carlo di Stolberg-Gedern           |                                               |  |  |       |  |  |                                            |  |  |                                        |  |
|                                            |                                        | 15. Eleonora di Reuss-Lobenstein                 | 30. Enrico II di Reuss-Lobenstein             |  |  |       |  |  |                                            |  |  |                                        |  |
|                                            |                                        | 15. Eleonora di Reuss-Lobenstein                 | 30. Enrico II di Reuss-Lobenstein             |  |  |       |  |  |                                            |  |  |                                        |  |
|                                            |                                        | 15. Eleonora di Reuss-Lobenstein                 | 31. Giuliana Dorotea Carlotta di Hochberg     |  |  |       |  |  |                                            |  |  |                                        |  |
|                                            |                                        | 15. Eleonora di Reuss-Lobenstein                 |                                               |  |  |       |  |  |                                            |  |  |                                        |  |